# Gibson Thunderbird
Der Gibson Thunderbird ist ein erstmals 1963 vorgestelltes E-Bass-Modell des US-amerikanischen Musikinstrumentenherstellers Gibson Guitar Corporation.

## Geschichte
Der Thunderbird wurde 1963 zusammen mit dem E-Gitarren-Modell Gibson Firebird von dem US-amerikanischen Auto-Designer Raymond H. Dietrich für Gibson entworfen. Dietrich hatte zuvor bereits für große Automarken wie Chrysler und Lincoln gearbeitet. Die Linienführung und die Ausmaße des Thunderbird-Korpus wie auch die der Firebird-E-Gitarre erinnern entfernt an das Design der US-amerikanischen Straßenkreuzer der 1950er-Jahre mit Heckflossen.
Die ersten beiden Modelle von 1963 waren der Thunderbird II mit einem elektromagnetischen Tonabnehmer und der Thunderbird IV mit zwei Tonabnehmern, die parallel zur Firebird erschienen. Bei beiden Modellen war der Korpus in der heute als „reverse-body“ (deutsch: „seitenverkehrter“ Korpus) bezeichneten Variante geformt. Besonderheiten waren der durchgehende Hals und die lange Mensur von 34 Zoll (englisch: Longscale). Gibson hatte zuvor ausschließlich E-Bässe mit einer kurzen Shortscale-Mensur von 30½ Zoll in der Produktpalette gehabt und hatte sich damit nicht gegen den damaligen Marktführer, den US-Musikinstrumentenbauer Fender behaupten können. Wegen schlechter Verkaufszahlen wurde die Produktion der ersten beiden Gibson-Thunderbird-Modelle bereits 1965 wieder eingestellt.

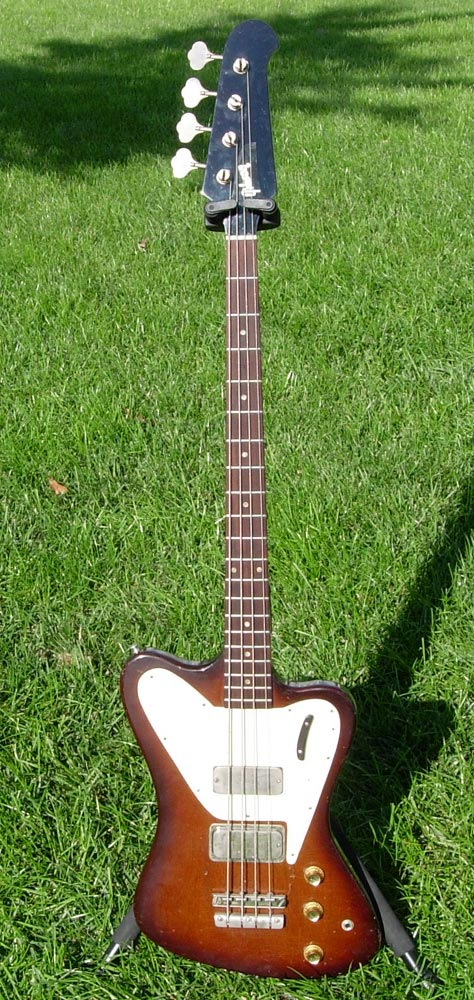
Ein Thunderbird mit „seitenrichtigem“ non-reverse-Korpus

Im Jahr 1966 erschienen überarbeitete Versionen des Thunderbird II und IV unter gleichem Namen. Die wichtigsten Unterschiede waren der „umgedrehte“ Korpus, dessen Form man als „non-reverse“ („seitenrichtig“) bezeichnet, sowie der eingeleimte Hals. Auch dieses Modell erzielte nicht den erhofften Erfolg und wurde 1969 wieder eingestellt.
Im Jahr 1976 erschien der Bass in der dritten Generation, bekannt als Thunderbird ’76. Es handelte sich größtenteils um eine Neuauflage des ursprünglichen Thunderbird IV von 1963 mit einer anderen Brückenkonstruktion. Das auf das Schlagbrett aufgedruckte Symbol wurde anlässlich des 200. Jahrestages der amerikanischen Unabhängigkeit im Stil der amerikanischen Flagge gestaltet. Nur im Jahr 1976 stand zusätzlich zu dem besonders gestalteten Vogel auf dem Pickguard noch ein stilisiertes 76, in den folgenden Jahren war darunter keine Jahreszahl mehr abgedruckt. 1979 wurde das Modell wieder eingestellt, da es erneut hinter den kommerziellen Erwartungen der Firma zurückblieb.
1987 wurde der Thunderbird schließlich in der bis heute erhältlichen Form, erneut unter dem Namen Thunderbird IV, veröffentlicht.
In den 2000er-Jahren bot Gibson den Thunderbird kurzzeitig auch in einer Studio-Version an. Studio-Modelle sind bei Gibson traditionell günstigere Versionen eines beliebten Modells mit reduzierter Ausstattung. Der Thunderbird Studio hat einen eingeleimten Hals und war sowohl als Viersaiter als auch als Fünfsaiter erhältlich.
Ab 2011 wurde für kurze Zeit ein Thunderbird-Modell mit der "Gibson-klassischen" Shortscale-Mensur von 30,5 " (775 mm) mit eingeleimtem Hals angeboten.
Heute gilt der Thunderbird als das erfolgreichste Bassmodell von Gibson und ist ein etablierter E-Bass-Klassiker.

## Konstruktion und technische Daten
Der Korpus ist, wie bei den von 1963 bis 1965 und 1976 bis 1979 erhältlichen Modellen, in der „reversed“-Form gefertigt. Der durchgehende Hals ist aus Streifen von Mahagoni und Walnuss laminiert, die Korpusflügel sind aus Mahagoni und das Griffbrett aus Palisander. Der Bass hat zwei Humbucker-Tonabnehmer, schwarze Mechaniken und eine schwarze Brücke. Weit verbreitete Lackierungen sind „Vintage Sunburst“, „Ebony“ (schwarz) und „Classic White“ (weiß).
Der sehr charakteristische Klang wird oft als „knurrig“ bezeichnet. Der Gibson Thunderbird IV ist nur als Viersaiter erhältlich.

## Epiphone Thunderbird

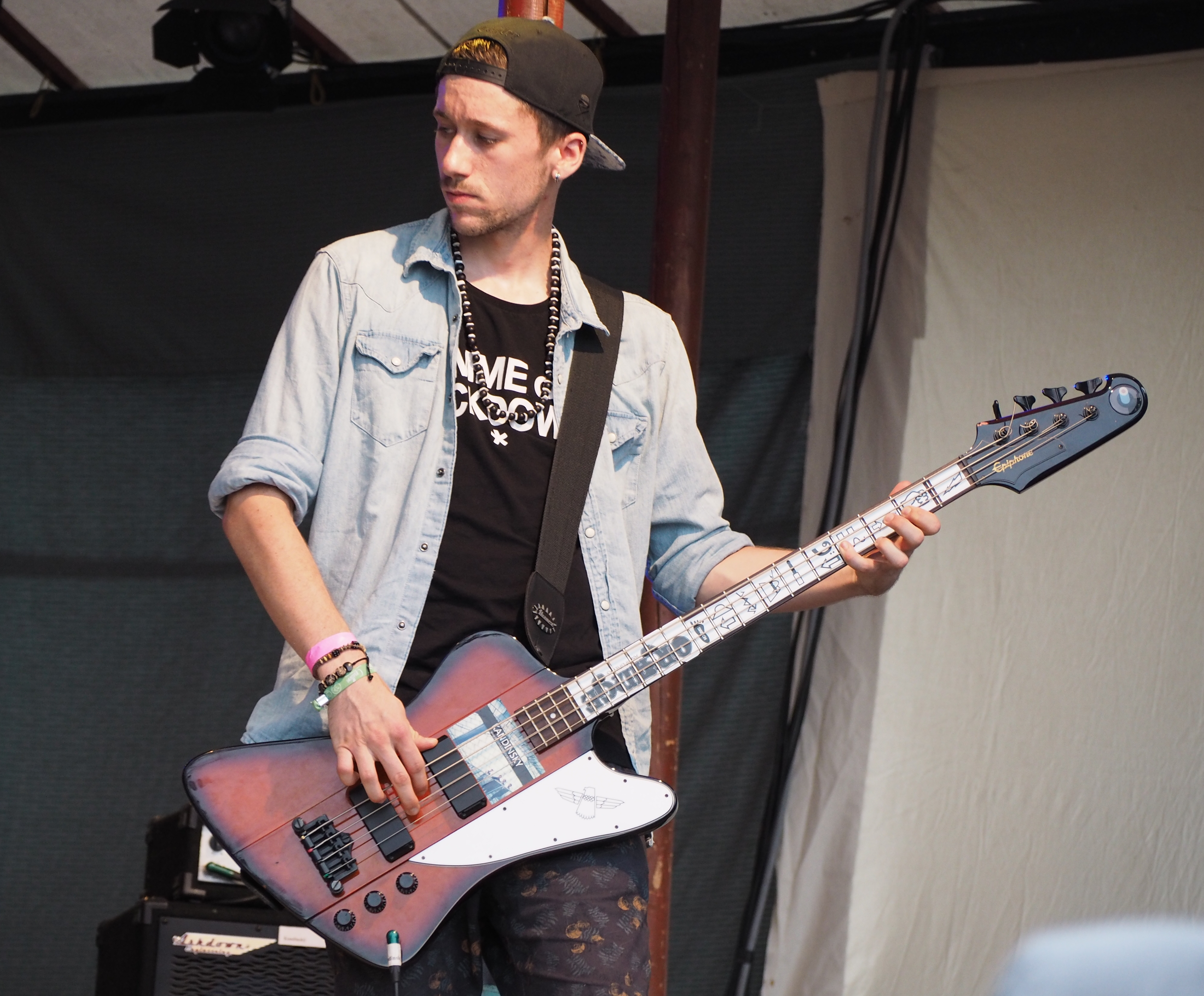
Michael Gässl von Kandinsky mit einem Epiphone-Nachbau, Sammersee-Festival 2015

Gibsons Tochterfirma Epiphone bietet einen günstigen Nachbau des Thunderbird IV an. Optisch und klanglich sind sie dem Vorbild nachempfunden. Es gibt allerdings Unterschiede bei den verwendeten Materialien. Der Korpus besteht aus Erle, der Hals aus Ahornholz ist mit dem Korpus verschraubt. Außerdem werden andere Tonabnehmer verbaut. Seit 2009 wird von Epiphone auch der Thunderbird Pro angeboten, der mit aktiver Elektronik ausgestattet ist und sowohl mit vier als auch mit fünf Saiten erhältlich ist. Die Pro-Serie kommt dem Vorbild des Originals noch näher. Dies zeigt sich nicht nur beim Klang, sondern auch am dünneren Korpus und am durchgehenden Hals.

## Berühmte Thunderbird-Spieler
Der Thunderbird wird von vielen Bassisten gespielt. Zu den bekanntesten gehören Nikki Sixx von Mötley Crüe, dem bereits verschiedene Signature-Modelle von Gibson und Epiphone gewidmet wurden, und Krist Novoselic von Nirvana. Weitere Thunderbird-Bassisten sind Roger Glover von Rainbow, Jeordie White (als „Twiggy Ramirez“ bei Marilyn Manson) sowie Shavo Odadjian von System of a Down. John Entwistle von The Who spielte in den 1970er-Jahren ebenfalls Gibson Thunderbirds und nutzte später Teile davon für Eigenbauten.